# Erzbistum Perth
Das Erzbistum Perth (lateinisch Archidioecesis Perthensis, englisch Archdiocese of Perth) ist eine in Australien gelegene Erzdiözese der römisch-katholischen Kirche mit Sitz in Perth. Das Territorium umfasst auch die Kokosinseln und die Weihnachtsinsel.
Bereits am 6. Mai 1845 wurde das Bistum Perth aus dem Erzbistum Sydney herausgetrennt. 1847 wurde das Apostolische Vikariat von King George Sounde – The Sound aus dem Bistum Adelaide dem Bistum Perth eingegliedert. 1887 wurden das Apostolische Vikariat Kimberley (heute zum Bistum Broome gehörig) und 1898 das Bistum Geraldton ausgegliedert. 1913 wurde das Bistum Perth durch Papst Pius X. zum heutigen Erzbistum erhoben. 1954 wurde das Bistum Bunbury ausgegliedert. 1982 erfolgte die Eingliederung der Territorialabtei von New Norcia, der einzigen australischen Benediktinerabtei. 

## Ordinarien
- John Brady, 1845–1871
- Martin Griver y Cuni, 1869–1886
- Matthew Gibney, 1886–1910
- Patrick Joseph Clune CSsR, 1910–1935, ab 1913 erster Erzbischof von Perth
- Redmond Garrett Prendiville, 1935–1968

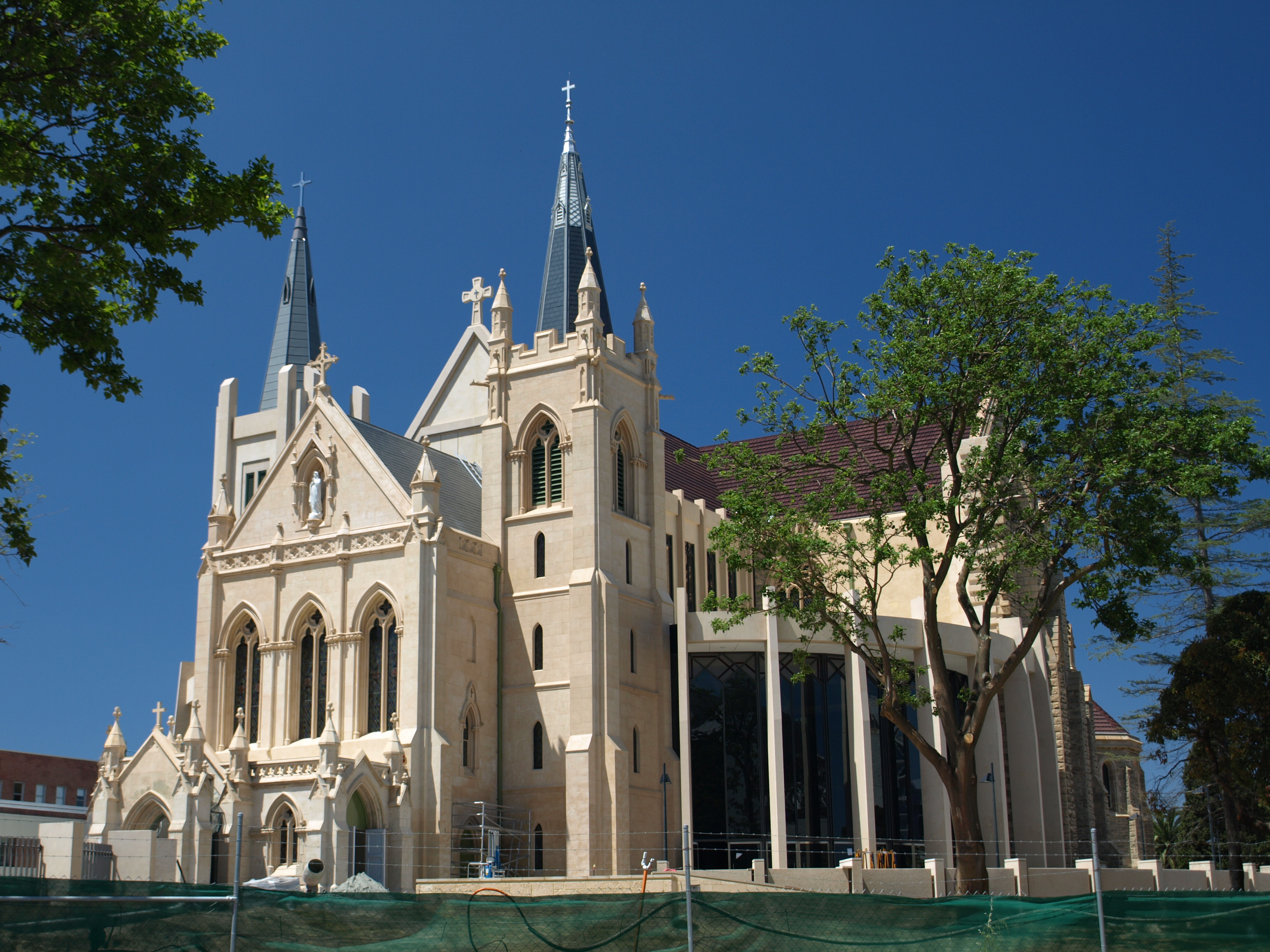
St Mary’s Cathedral, Perth

- Lancelot John Goody, 1968–1983
- William Joseph Foley, 1983–1991
- Barry Hickey, 1991–2012
- Timothy Costelloe SDB, seit 2012